# Pacsrác Kacsóh
Pacsrác Kacsóh (hongarès: Kacsóh Pongrác)  (Budapest, 15 de desembre de 1873 - Budapest, 16 de desembre de 1924), fou un compositor hongarès, professor de música, director d'escola.
Kacsóh Pongrác es va doctorar en humanitats per la Universitat Ferenc József de Kolozsvár, on el 13 de juny de 1896, es va graduar summa cum laude en ciències. Es va doctorar en física amb el professor Gyula Farkas.
Va estudiar música amb Ödön Farkas, el director del conservatori, després es va traslladar a Budapest, i des del 1898 va publicar principalment articles matemàtics com a professor de matemàtiques i física de secundària. El seu interès es va convertir cada cop més en la música, després va començar a compondre aprofundint en la ciència de la teoria de la música. Entre 1905 i 1907 va editar la revista "Zenevilág", en la qual el 1904 va ser un dels primers que va lloar la importància del jove compositor, Béla Bartók. El mateix any, a petició de Károly Bakonyi, va compondre la seva cançó "János vitéz" que va ser presentada el 18 de novembre 1904 al teatre King.
El 1909 va ser nomenat director de la "Main Real School de Kecskemét". Va morir a Budapest el 1923, un dia després del seu 50è aniversari.
La seva dona fou Ilona Nagy "Rózsa" (nascuda a Németújvár, comtat de Vas, el 29 de desembre de 1876– Budapest, 6 de novembre de 1963), de era filla de Magdolna Szladovits (1857-1893). Pel costat del seu pare, provenia de la Gran Família Noble del Baix Comtat del Sopron, del Comtat de Sopron; i fou tinent durant la guerra d'independència; entre els seus avantpassats es troben el prestigiós Horváth de Szentgyörgy, Rumy de Rábadoroszló i Farkas de Boldogfai. Més tard, es va divorciar de la seva dona.

## El seu paper social
El seu reconeixement social ve indicat pel fet que se li han confiat diversos càrrecs alts. Des de 1912 va treballar com a professor de música a la capital de Budapest, com a director general de cursos de música secundària i avançada. Durant anys va dirigir la coral de cant "Székesfővárosi". Va ser director de la "National Song Association" i president de la "National Music Association".